# 大梁屯水库
大梁屯水库是中国辽宁省大连市普兰店市境内的一座水库，位于清水河上，建于1959年。水库正常库容为1200万立方米，集雨面积为45平方千米，海拔为38.31米。